# Rhesala nigromaculata
Rhesala nigromaculata är en fjärilsart som beskrevs av Alfred Ernest Wileman 1915. Rhesala nigromaculata ingår i släktet Rhesala och familjen nattflyn. Inga underarter finns listade.